# Reporters
Reporters är ett språkprogram från 1983 som handlar om de engelska ungdomarna Anna, Ben och Lucy. Tittarna får följa dem när de gör sin egen lokaltidning The New Reporter.
Reporters syftade till att lära svenska elever engelska. Serien sändes i SVT1 från den 10 oktober till den 7 november 1983

## Roller
| Catrina Hylton-Hull | – Anna       |
| Joe Greco           | – Ben        |
| Emma-Louise Fox     | – Lucy       |
| Tony Kenway         | – Postman    |
| Barbara Hicks       | – Miss Green |

## Avsnitt
1. The New Reporter
2. Stories and Photos
3. Interviews
4. Questions
5. The Paper